# Björn J:son Lindh
Björn J:son Lindh (nacido como Björn Lindh; el 25 de octubre de 1944 - 21 de diciembre de 2013) fue un flautista, pianista y compositor sueco. J:son Lindh entonó música para películas como Mannen på taket, dirigida por Bo Widerberg y Jägarna, dirigida por Kjell Sundvall. Fue galardonado con la beca Cornelis Vreeswijk en 1993.

## Carrera
J:son Lindh nació en Arvika, Suecia. Aportó en muchos de los álbumes de Ralph Lundsten, sobre todo en los años 1970 y 80, y tocó con el guitarrista Janne Schaffer, así como el pianista clásico Staffan Scheja. Las obras que grabó con Scheja fue bajo el nombre de "Spirits of Europa". Su primer lanzamiento en EE. UU. bajo el sello Vanguard's Free Style fue "A Day at the Surface", fue grabado en Sonet Records en Estocolmo en 1978 e incluyó a Janne Schaffer, el percusionista de Gambia, Malando Gassama, Pete Robinson en el sintetizador, y Stefan Brolund en el bajo. En 1984 interpretó el solo de flauta en el senceillo N º 1 del Reino Unido "One Night in Bangkok" de Murray Head, tomada del musical Chess Tim Rice/Benny Andersson/Ulvaeus Björn. En 1986, colaboró con el grupo de música progresista New Age, Triangulus, en su álbum homónimo. Actuó con músicos de otros países, por ejemplo en el álbum Islas de Mike Oldfield.
El álbum de J:son Lindh, "Feather Nights", fue galardonado como el mejor álbum instrumental de Suecia en 1987.

## Discografía
- Ramadan (1970)
- Från Storstad Till Grodspad (1971)
- Cous Cous (1972)
- Sissel (1973)
- Second Carneval, también conocido como "Boogie Woogie" (1974)
- Raggie (1976)
- Bike Voyage II (1978)
- A Day at the Surface (1978)
- Våta Vingar (1980)
- Wet Wings (1980)
- Musik (1981)
- Atlantis - Bilder Från En Ö (1983)
- Världen Vänder (1985)
- Feather Nights (1987)
- Svensk Rapsodi (1989)
- Skymningsglöd (2010)

## Música de la película seleccionada
- 1992 - Den demokratiske terroristen